# Teodor Oroveanu
Teodor Oroveanu (n. 10 iulie 1920, Râmnicu Sărat – d. 2005) a fost un inginer, membru corespondent al Academiei Române.
Studii: Facultatea de Mecanică și Electricitate din București; doctor inginer (1967); doctor docent (1970)
Activitate
- Inginer la Atelierele Centrale din Câmpina;
- Centrala Industrială a Metalurgiei Prelucrătoare (1945-1949);
- Institutul de Mecanica Fluidelor (1949-1968).
- Profesor la Institutul de Petrol și Gaze; șef al Catedrei de Hidraulică (1971-1984).
- A ținut cursuri la Freiburg, Toulouse, Paris, Rennes, Moscova, Baku

Lucrări: 
- Scurgerea fluidelor prin medii poroase neomogene (1963)
- Transportul petrolului (1986)

## Distincții
- Membru corespondent al Academiei Române (1991)
- Membru al Academiei Internaționale de Astronautică din Paris
- Membru al Societății de Matematică Aplicată și de Mecanică din Germania